# Таджиев, Мирсадык Махмудович
Мирсадык Махмудович Таджиев (узб. Mirsodiq Mahmudovich Tojiyev; 1944 — 1996) — узбекский, советский композитор и музыкальный педагог. Известен благодаря созданию ряда произведений, соблюдающих одновременно как европейский симфонический канон, так и узбекский маком (арабо-персидский по происхождению). Заслуженный деятель искусств Узбекской ССР (1981).

## Образование
Родился 25 марта 1944 года в кишлаке Юнус-Абад близ Ташкента. Занимался у Р. Д. Вильданова, в 1970 окончил Ташкентскую консерваторию по классу композиции Ф. М. Янов-Яновского. В 1964—1972 годах преподавал в Музыкальном училище имени Хамзы в Ташкенте, в 1972—1973 годах — на кафедре теории Ташкентской консерватории, в 1979—1996 на кафедре композиции и инструментовки там же. С 1987 года доцент. В 1973—1975 годах художественный руководитель вокально-танцевального ансамбля «Гузал», в 1975—1976 годах — ансамбля узб. песни и танца "Шод-лик", в 1976—1979 годах — Узбекской филармонии имени М. Кари-Якубова.

## Награды и премии
- заслуженный деятель искусств Узбекской ССР (1981)
- премия Ленинского комсомола Узбекской ССР (1974)
- премия Ленинского комсомола (1976) — за 4-ю симфонию, посвящённую 30-летию Победы

## Сочинения
- Муз. комедия Старики и старухи (Ташкент, 1979);
- для солиста, хора и симф. орк. — Драматические фрагменты (сл. совр. арабских и алжирских поэтов, 1967);
- для смеш. хора и симф. орк. — поэма Муножат (1977);
- для симф. орк. — симфонии:
  - I (1969),
  - II (симфония-балет "Ойгул и Бахтияр" по поэме X. Алимджана, 1970),
  - III (посв. 50-летию УзССР, 1972),
  - IV (посв. 30-летию Победы, Сердце древнего Самарканда, 1975, свето-звуковая панорама),
  - V (посв. З. Хакназарову, 1976),
  - VI (посв. 60-летию Октября, 1977),
  - IX (1980),
  - X (1981),
  - XI (1983, посв. международному музыковедческому симпозиуму),
  - XII (Память, посв. 40-летию победы в Великой Отечественной войне, 1985);
- для ф-п. и симф. орк. — Концертино (1965), Концерт (1968);
- для чтеца и симф. орк. — поэма Любовь поэта (сл. И. Султанова и Уйгуна, 1968);
- Струн. квартет (1965);
- для кам. орк. — симфонии VII (1977), YHI (1978);
- для орк. нар. инстр. — Увертюра "Шодиена" (Празднество, 1973), увертюра Молодые голоса (1977), Хореографическая поэма "Пришла вода" (1977);
- для смеш. хора, ансамбля нар. инстр. и симф. орк. — Поэма Фахрия "Узбекистан" (посв. XXVI съезду КПСС, 1980);
- для ф-п. и орк. нар. инстр. — Концертино (1977);
- для чанга и ф-п. — рапсодии: I (1973), II (1979), III (1980), IV (1981), V (1982);
- для чанга — Поэма (1986); романсы — Тайна сердца (на сл. Г. Нурнллаевой, 1974), В разлуке (сл. Уйгуна, 1974), Волки (сл. М. Джалиля, 1967), поэма Дружба (сл. М. Бабаева, 1981);
- песни Влюблен (сл. М. Кариева, 1977), Узбекистан (сл. X. Гуляма, 1977);
- музыка к драме "Где ты, мой сын" Машраба (1987);
- музыка к фильму "Бакенщик" (1967);
- музыка к кукольному спектаклю "Маугли" (по Киплингу, 1980).